# Robbie Lawler
Robert Glen "Robbie" Lawler (San Diego, 20 de março de 1982) é um lutador de artes marciais mistas (MMA) estadunidense e ex-campeão peso-meio-médio do UFC, quando venceu Johny Hendricks por decisão dividida no UFC 181. Lawler foi campeão dos médios do EliteXC e também competiu em organizações como Strikeforce, IFL, King of the Cage e Pride Fighting Championships. Conhecido por seu estilo de luta agressivo, Lawler é o único lutador a ganhar três prêmios consecutivos de "Luta do Ano" de Sherdog e MMA Fighting, por suas lutas contra Johny Hendricks (no UFC 171, em 2014), Rory MacDonald (no UFC 189, em 2015), e Carlos Condit (no UFC 195, em 2016).

## Carreira no MMA
Em 31 de março de 2007, Lawler enfrentou Frank Trigg na disputa de cinturão dos médios do evento ICON Sport, ele venceu por nocaute no quarto round. Em 15 de setembro de 2007, Lawler enfrentou o veterano do Pride Fighting Championships, Murilo Rua na disputa de cinturão dos médios do EliteXC e venceu por nocaute no terceiro round com socos.
Lawler defendeu seu cinturão dos médios do EliteXC contra Scott Smith em 31 de maio de 2008, a luta terminou sem resultado devido a um dedo no olho acidental de Smith em Lawler.
Em 26 de julho de 2008, os dois voltaram a se enfrentar e Lawler venceu por nocaute técnico no segundo round.

### Strikeforce
Depois de derrotar Scott Smith, Lawler assinou contrato com o Strikeforce com sua primeira luta em 6 de Junho de 2009 contra Jake Shields. Lawler perdeu por finalização (guilhotina) no primeiro round.
Lawler enfrentou depois o veterano do K-1, Melvin Manhoef em 30 de Janeiro de 2010. Lawler venceu por nocaute no primeiro round.
Lawler era esperado para enfrentar Jason Miller em 16 de junho de 2010, mas Lawler acabou enfrentando o campeão dos meio-pesados do Strikeforce e desafiante do cinturão dos meio-pesados do UFC, Renato Sobral em um peso combinado. Lawler perdeu por decisão unânime.
Lawler enfrentou depois medalhista de prada das Olimpíadas, Matt Lindland em 4 de Dezembro de 2010. Ele derrotou Lindland com apenas 50 segundos do primeiro round por KO.
Lawler encarou depois o campeão dos médios do Strikeforce, Ronaldo Souza em 29 de Janeiro de 2011. Lawler foi finalizado no terceiro round.
Lawler retornou e enfrentou Tim Kennedy. Ele perdeu por decisão unânime.
Lawler derrotou por TKO com uma joelhada voadora o prospecto russo Adlan Amagov.
Lawler enfrentou Lorenz Larkin em 14 de Julho de 2012. Ele perdeu por decisão unânime.

### Retorno ao UFC
Lawler desceu aos meio-médios para enfrentar Josh Koscheck em 23 de Fevereiro de 2013 no UFC 157. Lawler venceu por nocaute técnico no primeiro round.
Lawler era esperado para enfrentar Tarec Saffiedine em 27 de Julho de 2013 no UFC on Fox: Johnson vs. Moraga, porém uma lesão tirou Saffiedine do evento, e foi substituído por Siyar Bahadurzada. Porém, Bahadurzada também se lesionou e foi substituído por Bobby Voelker. Lawler venceu por nocaute com um chute na cabeça nos primeiros segundos do segundo round.
Lawler derrotou Rory MacDonald em 16 de Novembro de 2013 no UFC 167 por decisão dividida.

### Chance pelo título
Na mesma noite em que Lawler derrotou MacDonald, Georges St. Pierre derrotou Johny Hendricks no evento principal, deixando no ar após o fim da luta a possibilidade de se aposentar. Em 13 de dezembro de 2013, St. Pierre fez uma coletiva onde anunciou que se aposentaria temporariamente e deixaria seu título vago.
Momentos após essa coletiva, o UFC anunciou que Lawler e Johny Hendricks lutariam pelo Cinturão Meio-Médio Vago do UFC em 15 de Março de 2014 no UFC 171. Lawler perdeu por decisão unânime, em uma luta extremamente apertada. A luta deu a Lawler e Hendricks o bônus de Luta da Noite.

### Após luta pelo título
Cerca de quinze dias após lutar pelo título, foi anunciado que Lawler substituiria Tarec Saffiedine, para enfrentar Jake Ellenberger em 24 de maio de 2014 no UFC 173. Lawler venceu a luta por nocaute técnico no terceiro round, demonstrando uma performance incrível. Esse foi o primeiro nocaute sofrido por Jake Ellenberger na carreira.
Apenas 3 dias depois da luta, o presidente do UFC, Dana White, publicou em seu Twitter que o Lawler enfrentaria Matt Brown no evento principal do UFC on Fox: Lawler vs Brown, em 26 de julho de 2014. Lawler venceu a luta por decisão unânime.

### Cinturão do UFC
Após perder a primeira a luta para Hendricks, ele recebeu outra chance pelo título, que aconteceu no dia 6 de dezembro de 2014 no UFC 181. Lawler venceu Hendricks por decisão dividida em uma luta novamente muito apertada, tornando-se o Campeão Peso Meio-Médio do UFC.

#### Defesas de Cinturão
Em um combate para entrar para a história do MMA, repleto de reviravoltas e com os dois lutadores sangrando muito, o público do MGM Grand, em Las Vegas (EUA), viu Robbie Lawler tirar um coelho da cartola com um minuto do quinto round para nocautear Rory MacDonald e defender pela primeira vez o cinturão dos pesos-meio-médios na madrugada do dia 11 de julho de 2015. O combate ganhou o prêmio de Luta da Noite.
Era esperado que Lawler defendesse seu título contra Carlos Condit em 14 de novembro de 2015 no UFC 193. No entanto, uma lesão tirou Lawler do evento, e a luta foi cancelada. A luta contra Condit aconteceu no dia 2 de Janeiro de 2016, no UFC 195 e Lawler venceu por decisão dividida em um combate muito apertado. Espetacular, a luta ganhou o prêmio de Luta da Noite.

#### Perda do Cinturão
No UFC 201, Tyron Woodley nocauteou Lawler e conquistou o Cinturão Meio-Médio do UFC. Na metade do 1º round Woodley acertou um forte cruzado de direita que derrubou Lawler. O desafiante foi para cima e ainda acertou vários golpes, fazendo o árbitro Dan Miragliotta interromper o combate e declarando vitória de Woodley por nocaute técnico aos 2 minutos e 12 segundos do primeiro round.
Após o Cinturão e Afastamento
Após a derrota por Woodley, Lawler voltou a competição, lutando contra Donald Cerrone no UFC 214: Cormier vs. Jones II, vencendo a luta por decisão unânime. Sua próxima luta foi contra o ex-campeão Rafael dos Anjos no evento principal do UFC on Fox: Lawler vs. dos Anjos, perdendo a luta por decisão unânime. Após a derrota, Lawler se afastou do esporte por dois anos devido a sérias lesões em seus ligamentos dos joelhos que ocorreram durante a luta.
Retorno à Competição
Em 2 de março de 2019, Lawler voltou a competir, lutando contra Ben Askren no card principal do UFC 235: Jones vs Smith, contra Ben Askren, que faria sua estréia no UFC, Lawler quase finalizou a luta no início do primeiro round mas foi finalizado por um estrangulamento buldogue.

## Vida Pessoal
Lawler se formou da Bettendorf High School em 2000. Lawler é casado.

## Conquistas

### MMA
- UFC
  - Campeão dos Meio-Médios do UFC (Uma vez)
  - Luta da Noite (Quatro vezes)
  - Nocaute da Noite (Uma vez)
  - Lutador do ano 2014[16]
  - Luta do ano (2014) (contra Johny Hendricks no UFC 171)
  - Luta do ano (2015) (contra Rory MacDonald no UFC 189)
  - Luta do ano (2016) (contra Carlos Condit no UFC 195)

- Elite Xtreme Combat
  - Campeão dos Médios do EliteXC (Uma Vez)
- ICON Sport
  - Campeão dos Médios do ICON Sport (Duas vezes)
- Superbrawl
  - Campeão dos médios do Superbrawl (Uma Vez)
- Sherdog
  - Nocaute do Ano de 2010 vs. Melvin Manhoef em 30 de Janeiro

## Cartel no MMA
| Cartel no MMA   |             |             |
| 46 lutas        | 29 vitórias | 16 derrotas |
| Por nocaute     | 21          | 3           |
| Por finalização | 1           | 6           |
| Por decisão     | 7           | 7           |
| No contest      | 1           | 1           |

| Res.    | Cartel    | Oponente         | Método                                         | Evento                               | Data       | Round | Tempo | Local                     | Notas                                                                     |
| ------- | --------- | ---------------- | ---------------------------------------------- | ------------------------------------ | ---------- | ----- | ----- | ------------------------- | ------------------------------------------------------------------------- |
| Vitória | 30-16 (1) | Niko Price       | Nocaute (socos)                                | UFC 290: Volkanovski vs. Rodríguez   | 08/07/2023 | 1     | 0:38  | Las Vegas, Nevada         | Anunciou a sua aposentadoria.                                             |
| Derrota | 29-16 (1) | Bryan Barberena  | Nocaute Técnico (socos)                        | UFC 276: Adesanya vs. Cannonier      | 02/07/2022 | 2     | 4:47  | Las Vegas, Nevada         | Luta da Noite.                                                            |
| Vitória | 29-15 (1) | Nick Diaz        | Nocaute Técnico (desistência)                  | UFC 266: Volkanovski vs. Ortega      | 25/09/2021 | 3     | 0:44  | Las Vegas, Nevada         | Luta nos Médios.                                                          |
| Derrota | 28-15 (1) | Neil Magny       | Decisão (unânime)                              | UFC Fight Night: Smith vs. Rakić     | 29/08/2020 | 3     | 5:00  | Las Vegas, Nevada         |                                                                           |
| Derrota | 28-14 (1) | Colby Covington  | Decisão (unânime)                              | UFC on ESPN: Covington vs. Lawler    | 03/08/2019 | 5     | 5:00  | Newark, Nova Jersey       |                                                                           |
| Derrota | 28-13 (1) | Ben Askren       | Finalização Técnica (estrangulamento buldogue) | UFC 235: Jones vs. Smith             | 02/03/2019 | 1     | 3:20  | Las Vegas, Nevada         |                                                                           |
| Derrota | 28-12 (1) | Rafael dos Anjos | Decisão (unânime)                              | UFC on Fox: Lawler vs. dos Anjos     | 16/12/2017 | 5     | 5:00  | Winnipeg, Manitoba        |                                                                           |
| Vitória | 28-11 (1) | Donald Cerrone   | Decisão (unânime)                              | UFC 214: Cormier vs. Jones II        | 29/07/2017 | 3     | 5:00  | Anaheim, California       |                                                                           |
| Derrota | 27-11 (1) | Tyron Woodley    | Nocaute (socos)                                | UFC 201: Lawler vs. Woodley          | 30/07/2016 | 1     | 2:12  | Atlanta, Georgia          | Perdeu o Cinturão Meio Médio do UFC.                                      |
| Vitória | 27-10 (1) | Carlos Condit    | Decisão (dividida)                             | UFC 195: Lawler vs. Condit           | 02/01/2016 | 5     | 5:00  | Las Vegas, Nevada         | Defendeu o Cinturão Meio Médio do UFC; Luta da Noite.                     |
| Vitória | 26-10 (1) | Rory MacDonald   | Nocaute Técnico (socos)                        | UFC 189: Mendes vs. McGregor         | 11/07/2015 | 5     | 1:00  | Las Vegas, Nevada         | Defendeu o Cinturão Meio Médio do UFC; Luta da Noite; Luta do Ano (2015). |
| Vitória | 25-10 (1) | Johny Hendricks  | Decisão (dividida)                             | UFC 181 Hendricks vs. Lawler II      | 06/12/2014 | 5     | 5:00  | Las Vegas, Nevada         | Ganhou o Cinturão Meio Médio do UFC.                                      |
| Vitória | 24-10 (1) | Matt Brown       | Decisão (unânime)                              | UFC on Fox: Lawler vs. Brown         | 26/07/2014 | 5     | 5:00  | San Jose, Califórnia      | Luta da Noite.                                                            |
| Vitória | 23-10 (1) | Jake Ellenberger | Nocaute Técnico (joelhada e socos)             | UFC 173: Barão vs. Dillashaw         | 24/05/2014 | 3     | 3:06  | Las Vegas, Nevada         |                                                                           |
| Derrota | 22-10 (1) | Johny Hendricks  | Decisão (unânime)                              | UFC 171: Hendricks vs. Lawler        | 15/03/2014 | 5     | 5:00  | Dallas, Texas             | Pelo Cinturão Meio Médio Vago do UFC; Luta da Noite; Luta do Ano (2014).  |
| Vitória | 22-9 (1)  | Rory MacDonald   | Decisão (dividida)                             | UFC 167: St. Pierre vs. Hendricks    | 16/11/2013 | 3     | 5:00  | Las Vegas, Nevada         |                                                                           |
| Vitória | 21-9 (1)  | Bobby Voelker    | Nocaute (chute na cabeça)                      | UFC on Fox: Johnson vs. Moraga       | 27/07/2013 | 2     | 0:24  | Seattle, Washington       |                                                                           |
| Vitória | 20-9 (1)  | Josh Koscheck    | Nocaute Técnico (socos)                        | UFC 157: Rousey vs. Carmouche        | 23/02/2013 | 1     | 3:57  | Anaheim, California       | Retornou aos Meio Médios; Nocaute da Noite.                               |
| Derrota | 19-9 (1)  | Lorenz Larkin    | Decisão (unânime)                              | Strikeforce: Rockhold vs. Kennedy    | 14/07/2012 | 3     | 5:00  | Portland, Oregon          |                                                                           |
| Vitória | 19-8 (1)  | Adlan Amagov     | Nocaute Técnico (joelhada voadora e socos)     | Strikeforce: Rockhold vs. Jardine    | 07/01/2012 | 1     | 1:48  | Las Vegas, Nevada         |                                                                           |
| Derrota | 18-8 (1)  | Tim Kennedy      | Decisão (unânime)                              | Strikeforce: Fedor vs. Henderson     | 30/07/2011 | 3     | 5:00  | Hoffman Estates, Illinois |                                                                           |
| Derrota | 18-7 (1)  | Ronaldo Souza    | Finalização (mata leão)                        | Strikeforce: Diaz vs. Cyborg         | 29/01/2011 | 3     | 2:00  | San Jose, Califórnia      | Pelo Cinturão Peso Médio do Strikeforce.                                  |
| Vitória | 18-6 (1)  | Matt Lindland    | Nocaute (soco)                                 | Strikeforce: Henderson vs. Babalu II | 04/12/2010 | 1     | 0:50  | St. Louis, Missouri       |                                                                           |
| Derrota | 17-6 (1)  | Renato Sobral    | Decisão (unânime)                              | Strikeforce: Los Angeles             | 16/06/2010 | 3     | 5:00  | Los Angeles, Califórnia   | Peso combinado 88 kg                                                      |
| Vitória | 17-5 (1)  | Melvin Manhoef   | Nocaute (socos)                                | Strikeforce: Miami                   | 30/01/2010 | 1     | 3:33  | Miami, Flórida            | Melhor Nocaute de 2010 pelo Sherdog.                                      |
| Derrota | 16-5 (1)  | Jake Shields     | Finalização (guilhotina)                       | Strikeforce: Lawler vs. Shields      | 06/06/2009 | 1     | 2:02  | St. Louis, Missouri       | Estreia no Strikeforce; Peso combinado 82 kg                              |
| Vitória | 16-4 (1)  | Scott Smith      | Nocaute (tiros-de-meta e socos)                | EliteXC: Unfinished Business         | 26/07/2008 | 4     | 1:40  | Stockton, Califórnia      | Defendeu o Cinturão dos Médios do EliteXC                                 |
| NC      | 15-4 (1)  | Scott Smith      | Sem Resultado (dedo no olho)                   | EliteXC: Primetime                   | 31/05/2008 | 3     | 3:26  | Newark, New Jersey        | Manteve o Cinturão dos Médios do EliteXC                                  |
| Vitória | 15-4      | Murilo Rua       | Nocaute (socos)                                | EliteXC: Uprising                    | 15/09/2007 | 3     | 2:04  | Honolulu, Havaí           | Ganhou o Cinturão dos Médios do EliteXC                                   |
| Vitória | 14-4      | Frank Trigg      | Nocaute (socos)                                | Icon Sport: Epic                     | 31/03/2007 | 4     | 1:40  | Honolulu, Havaí           | Ganhou o Cinturão dos Médios do Icon Sport                                |
| Vitória | 13-4      | Eduardo Pamplona | Nocaute Técnico (socos)                        | IFL: Atlanta                         | 23/02/2007 | 3     | 1:36  | Atlanta, Georgia          |                                                                           |
| Vitória | 12-4      | Joey Villaseñor  | Nocaute (joelhada voadora e socos)             | Pride 32: The Real Deal              | 21/10/2006 | 1     | 0:22  | Las Vegas, Nevada         | Estreia no Pride.                                                         |
| Derrota | 11-4      | Jason Miller     | Finalização (triângulo de mão)                 | Icon Sport. Mayhem vs. Lawler        | 02/09/2006 | 3     | 2:50  | Honolulu, Havaí           | Perdeu o Cinturão dos Médios do Icon Sport                                |
| Vitória | 11-3      | Falaniko Vitale  | Nocaute (socos)                                | Icon Sport: Lawler vs. Niko II       | 25/02/2006 | 1     | 3:38  | Honolulu, Havaí           | Ganhou o Cinturão dos Médios do Icon Sport                                |
| Vitória | 10-3      | Jeremy Brown     | Finalização (chave de braço)                   | King of the Cage: Xtreme Edge        | 17/09/2005 | 1     | 2:48  | Indianapolis, Indiana     |                                                                           |
| Vitória | 9-3       | Falaniko Vitale  | Nocaute (socos)                                | Superbrawl: Icon                     | 23/07/2005 | 2     | 4:36  | Honolulu, Hawaii          | Ganhou o Cinturão dos Médios do Superbrawl                                |
| Derrota | 8-3       | Evan Tanner      | Finalização (triângulo)                        | UFC 50: The War of '04               | 22/10/2004 | 1     | 2:22  | Atlantic City, New Jersey | Estreia nos Médios.                                                       |
| Derrota | 8-2       | Nick Diaz        | Nocaute (soco)                                 | UFC 47: It's On!                     | 02/04/2004 | 2     | 1:31  | Las Vegas, Nevada         |                                                                           |
| Vitória | 8–1       | Chris Lytle      | Decisão (unânime)                              | UFC 45: Revolution                   | 21/11/2003 | 3     | 5:00  | Uncasville, Connecticut   |                                                                           |
| Derrota | 7–1       | Pete Spratt      | Finalização (lesão no quadril)                 | UFC 42: Sudden Impact                | 25/04/2003 | 2     | 2:28  | Miami, Flórida            |                                                                           |
| Vitória | 7–0       | Tiki Ghosn       | Nocaute (socos)                                | UFC 40: Vendetta                     | 22/11/2002 | 1     | 1:29  | Las Vegas, Nevada         |                                                                           |
| Vitória | 6–0       | Steve Berger     | Nocaute Técnico (socos)                        | UFC 37.5: As Real As It Gets         | 22/06/2002 | 2     | 0:27  | Las Vegas, Nevada         |                                                                           |
| Vitória | 5–0       | Aaron Riley      | Decisão (unânime)                              | UFC 37: High Impact                  | 10/05/2002 | 3     | 5:00  | Bossier City, Louisiana   | Estréia no UFC.                                                           |
| Vitória | 4–0       | Saburo Kawakatsu | Nocaute Técnico (socos)                        | Shogun 1                             | 15/12/2001 | 1     | 4:49  | Honolulu, Havaí           |                                                                           |
| Vitória | 3-0       | Marco Macera     | Nocaute Técnico (socos)                        | Extreme Challenge 41                 | 13/07/2001 | 1     | 1:19  | Davenport, Iowa           |                                                                           |
| Vitória | 2-0       | Landon Showalter | Nocaute (socos)                                | IFC: Warriors Challenge 13           | 15/06/2001 | 1     | 0:14  | Fresno, Califórnia        |                                                                           |
| Vitória | 1-0       | John Reed        | Nocaute Técnico (socos)                        | Extreme Challenge 39                 | 07/04/2001 | 1     | 2:14  | Springfield, Illinois     |                                                                           |